# Муэль-Мбусси, Памела
Памела Шарден Муэль-Мбусси (фр. Pamela Chardene Mouele-Mboussi; род. 7 мая 1988 или 5 июля 1988, Браззавиль) — конголезская легкоатлетка, специалистка по прыжкам в длину и тройным прыжкам. Выступала за сборную Республики Конго по лёгкой атлетике во второй половине 2000-х годов, победительница и призёрка первенств национального значения, участница летних Олимпийских игр в Пекине.

## Биография
Памела Муэль-Мбусси родилась 7 мая 1988 года в Браззавиле, Республика Конго.
В 2005 году вошла в состав конголезской национальной сборной и должна была выступить в тройном прыжке на юношеском мировом первенстве в Марракеше, однако в итоге на старт здесь не вышла. Позднее приняла участие в Играх франкофонов в Ниамее, где стала седьмой в прыжках в длину и шестой в тройных прыжках.
В 2007 году представляла Конго на Всеафриканских играх в Алжире, в программе тройного прыжка установила свой личный рекорд — 11,87 метра, расположившись в итоговом протоколе соревнований на девятой строке.
В 2008 году в прыжках в длину с результатом 5,88 закрыла десятку сильнейших на чемпионате Африки в Аддис-Абебе, тогда как на CAA Super Grand Prix в Браззавиле с прыжком на 6,02 стала четвёртой. Благодаря череде успешных выступлений удостоилась права защищать честь страны на летних Олимпийских играх в Пекине — на предварительном квалификационном этапе прыжков в длину установила свой личный рекорд и на то время национальный рекорд Конго — 6,06 метра, однако этого результата оказалось недостаточно для выхода в финал. Являлась знаменосцем конголезской делегации на церемониях открытия и закрытия Игр.
После пекинской Олимпиады Муэль-Мбусси ещё в течение некоторого времени оставалась действующей спортсменкой и продолжала принимать участие в крупных легкоатлетических турнирах. Так, в 2009 году она отметилась выступлением на Играх франкофонов в Бейруте, где в зачёте прыжков в длину с результатом 5,43 заняла 11-е место.